# 大下島
大下島（おおげしま）は、瀬戸内海のほぼ中央、芸予諸島に位置する有人島。愛媛県今治市に属する。

## 地理・自然
周囲7.2キロ。最高点はイシ山（203m）。西に小大下島、東に柏島をはさんで大三島がある。全島が花崗岩に覆われ、平地は極めて乏しい。

## 社会
2012年（平成24年4月）の人口104人、64世帯。島民の大半は高齢者。集落は島の西岸の大下に集積している。大半はミカン畑に覆われたミカンの島。

### 教育
小学校・中学校とも島内にはなく、通学はスクールボート使用。
関前村立大下小学校
- 1880年　岡村学校大下分校として設置
- 1887年　大下簡易学校として独立
- 1997年度（平成9年度）休校。休校前年の児童数2名。
- 2002年（平成14年）閉校。

愛媛新聞2009年（平成21年）3月28日付け「ここに学校があった」にて紹介された。

### 電力
大下島を含めた旧関前村地域は愛媛県であるが、四国電力ではなく中国電力から電力供給を受けている。

## 行政
岡村島・小大下島とともに越智郡関前村を形成していたが、今治市及び越智郡の10か町村とともに新・今治市となった。支所等はない。

## 交通

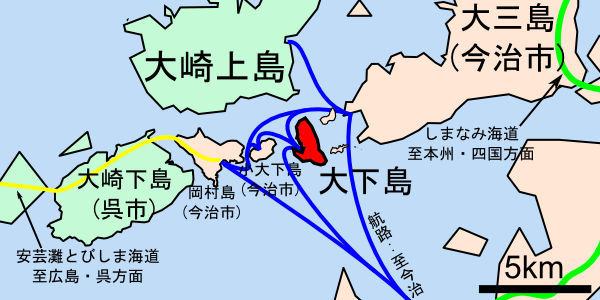
大下島の位置とアクセス

島の西岸にある地方港湾・大下港へ今治市営フェリー第二せきぜん／旅客船第三徳海が運航している。同港から海上タクシーを利用することも出来る。
- 今治市営フェリー／旅客船

今治港 - 大下島 - 小大下島 - 岡村港

## 名所・祭り・名産
名所
- 大下島灯台　1894年（明治27年）設置、来島海峡の西入り口近くに当たることから設置されたもの
- みんなの広場　- 森繁久弥の詩碑がある
- 海賊の洞穴

祭り
- 弓祈祷　1月11日に早津佐神社境内で執り行われる
- 秋祭　同神社の祭礼